# موزه لندن
موزه لندن (انگلیسی: Museum of London)، یک موزه پیشاتاریخی تا عصر مدرن است.
این موزه که در سال ۱۹۷۶ تأسیس شده است و در نزدیک دیوار لندن قرار دارد، دارای آثاری از دوران ماقبل تاریخ و قرون وسطی می‌باشد. همچنین موزه لندن دارای دو موزه جانبی به نام‌های موزه داکلندز لندن و موزه باستان‌شناسی لندن می‌باشد.
موزه در دسامبر ۲۰۲۲ بسته شد تا برای انتقال به یک ساختمان جدید در غرب اسمیتفیلد که در سال ۲۰۲۶ افتتاح می‌شود، آماده شود.

## نگارخانه

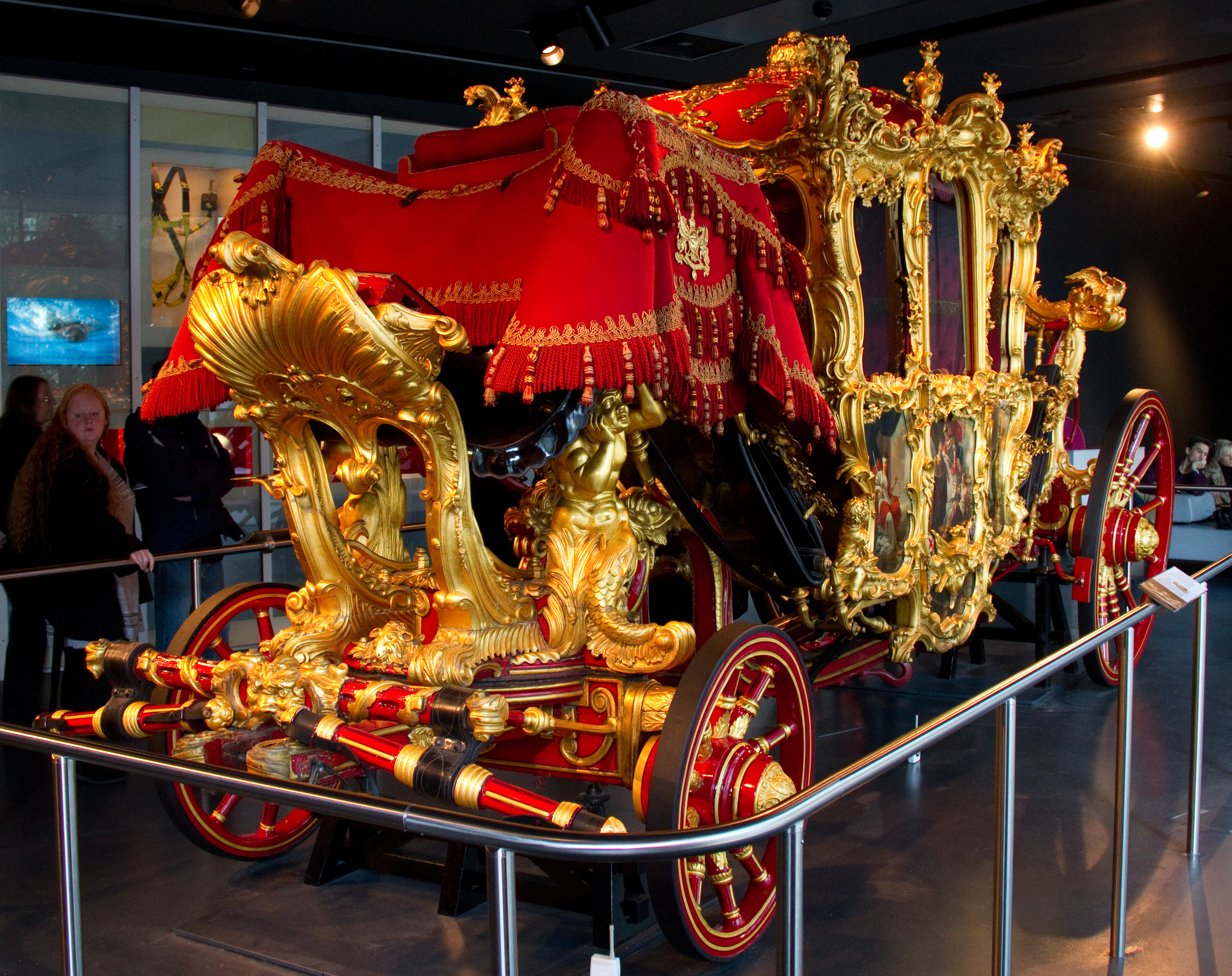
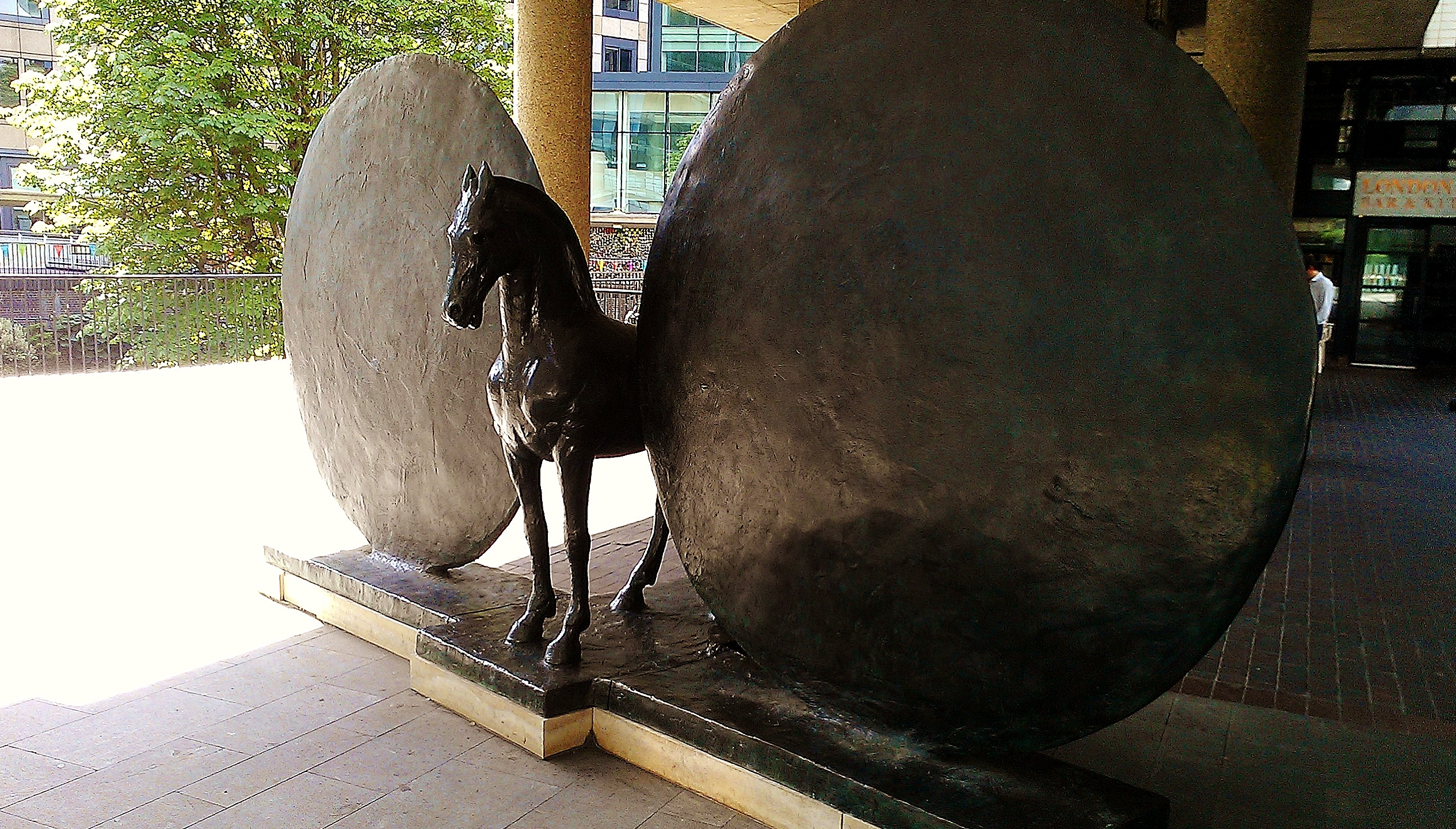
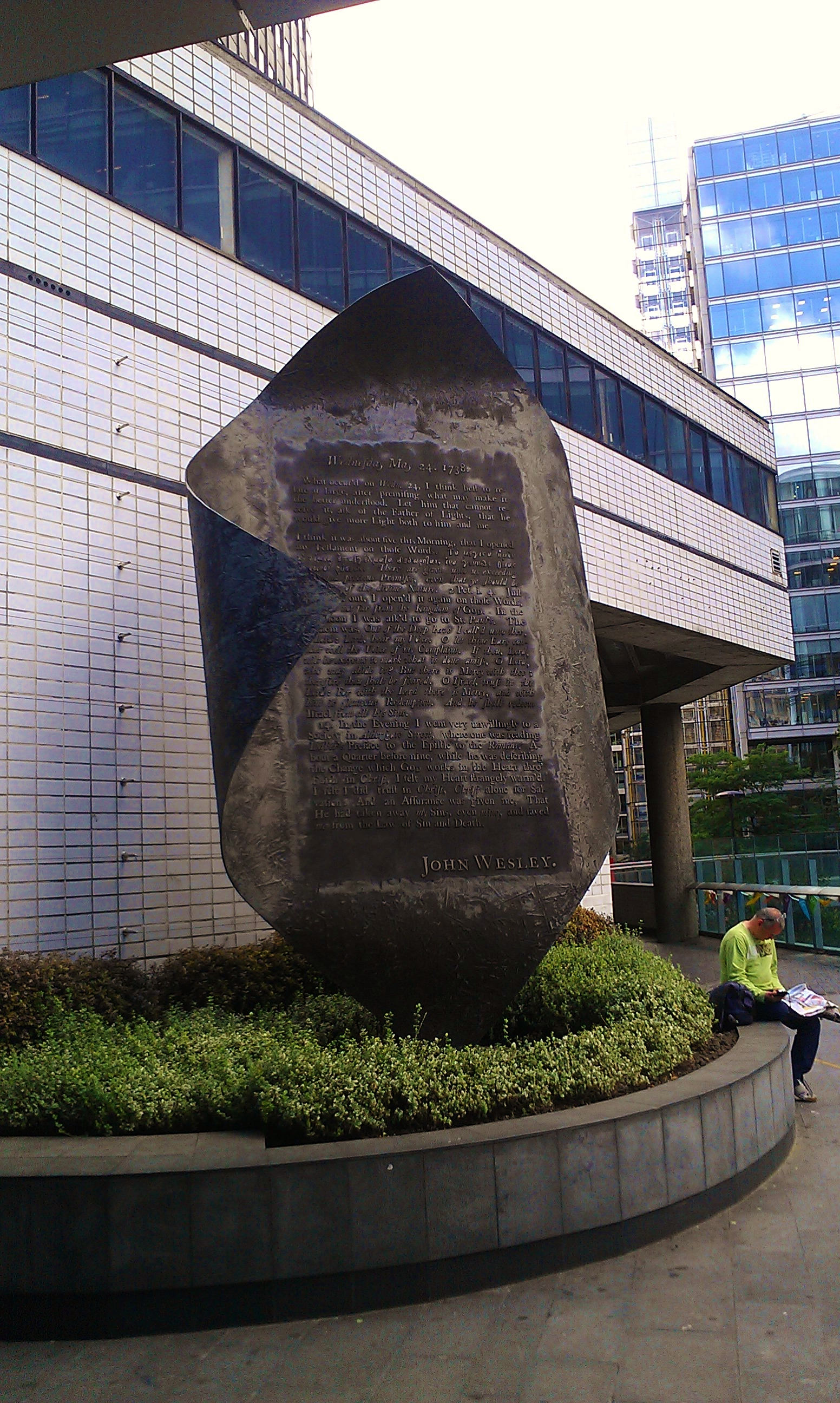
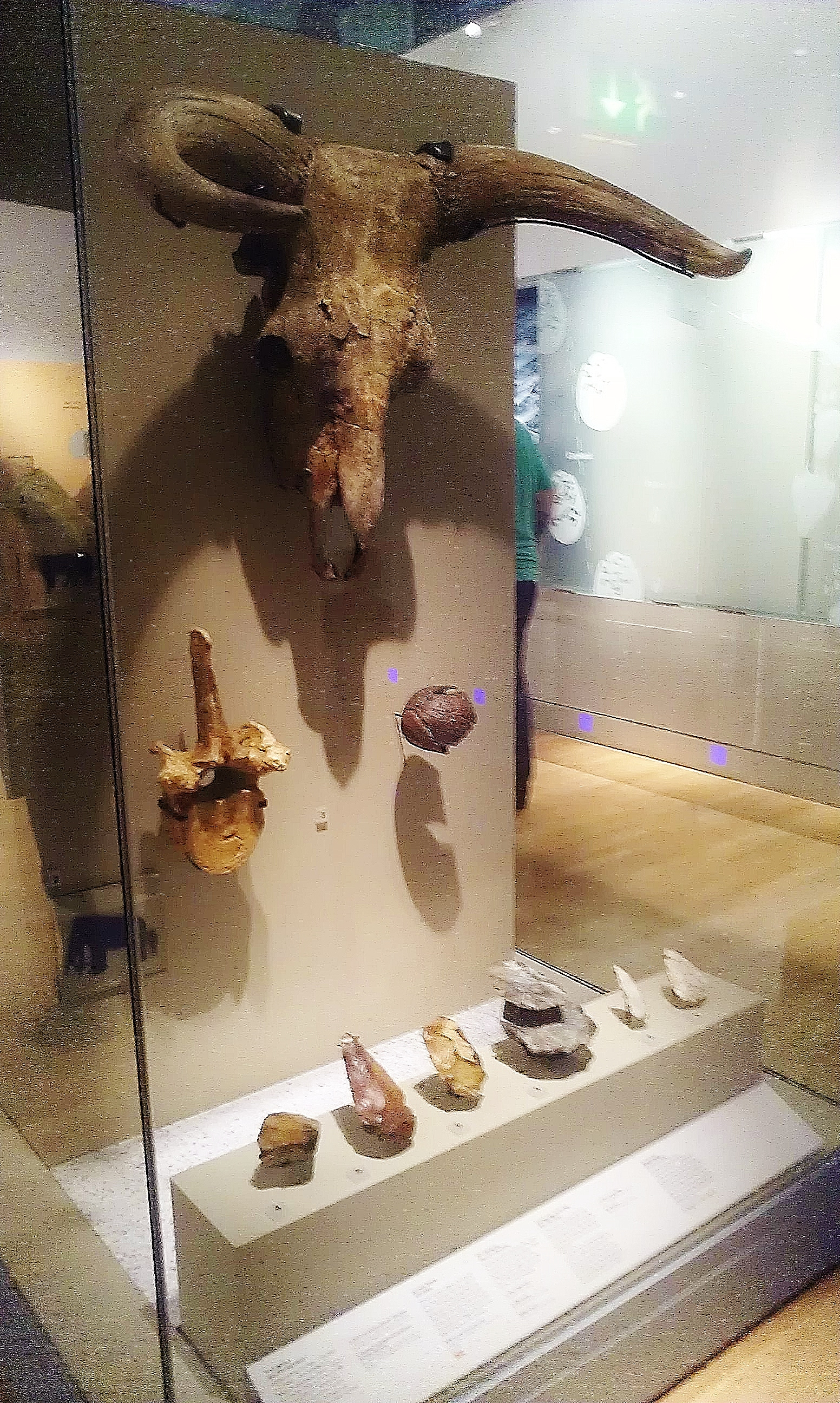
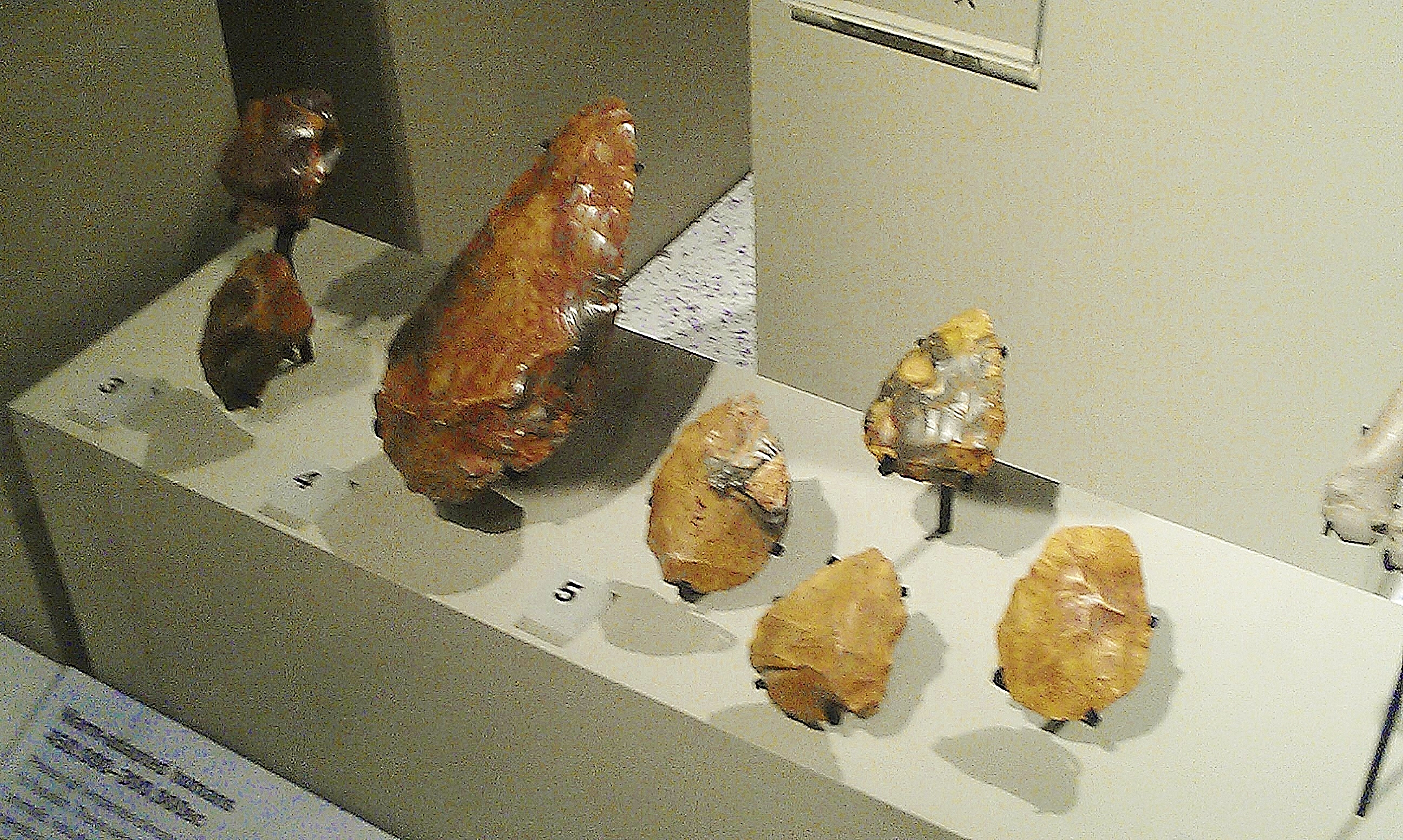
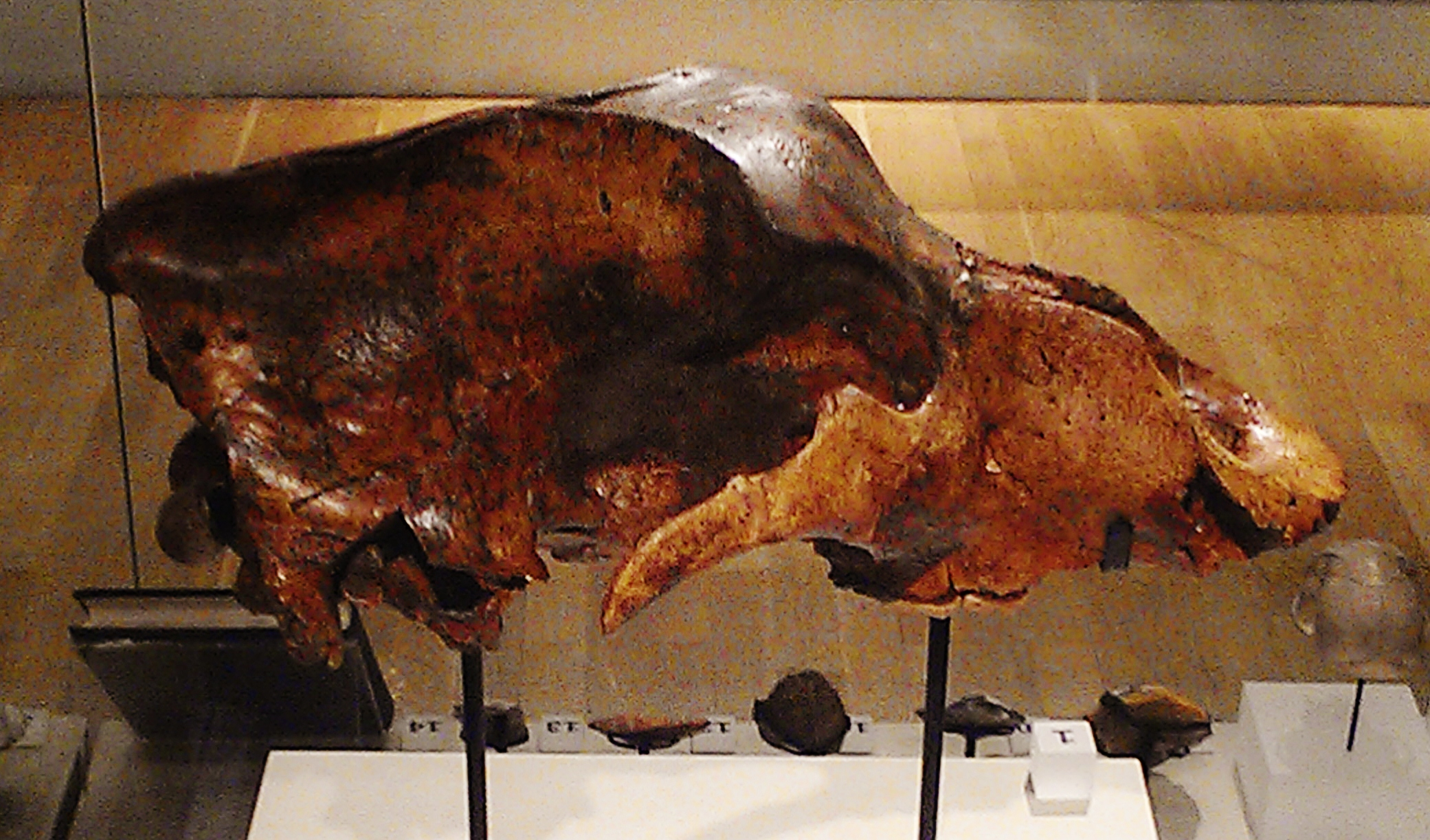
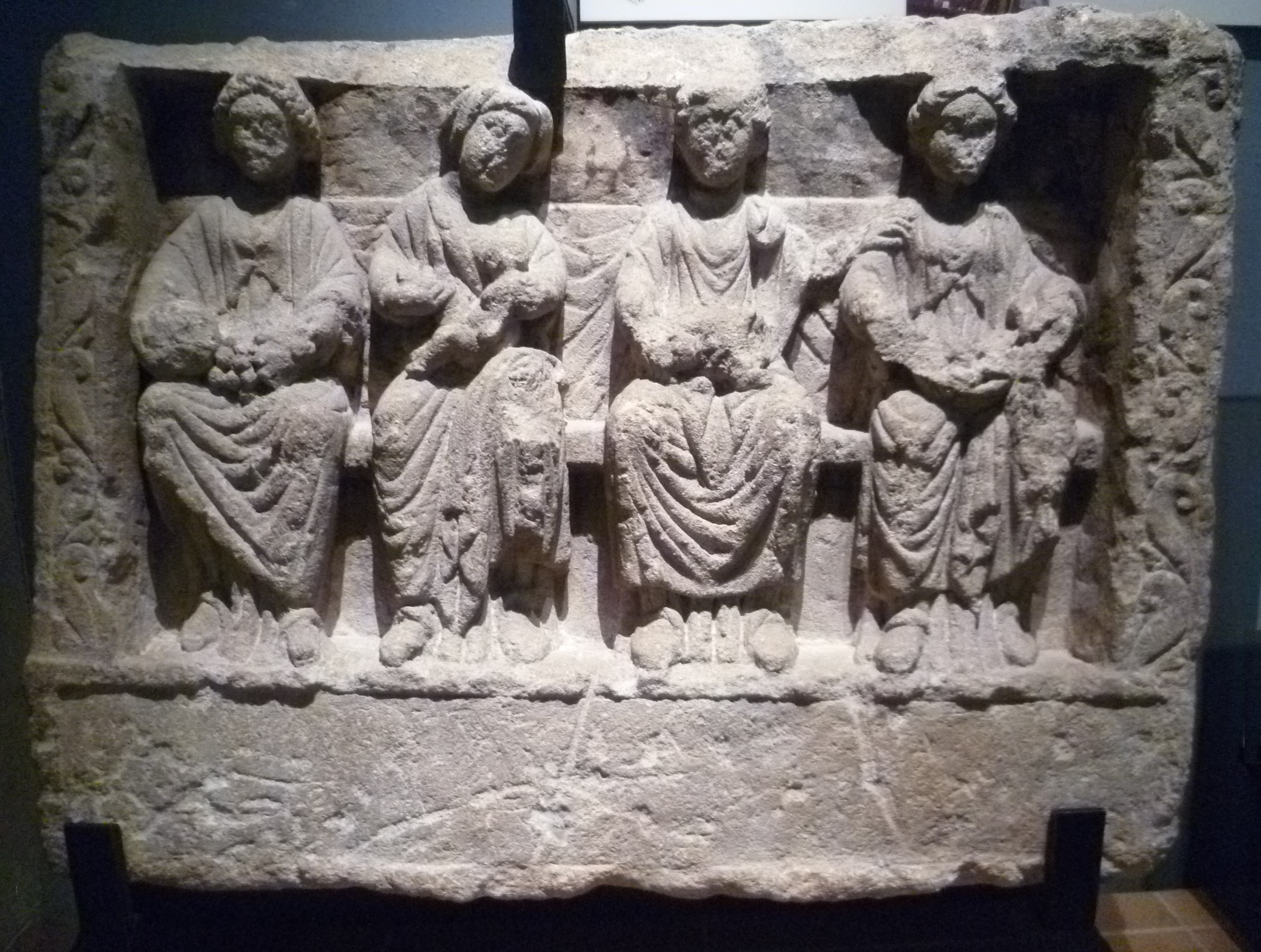
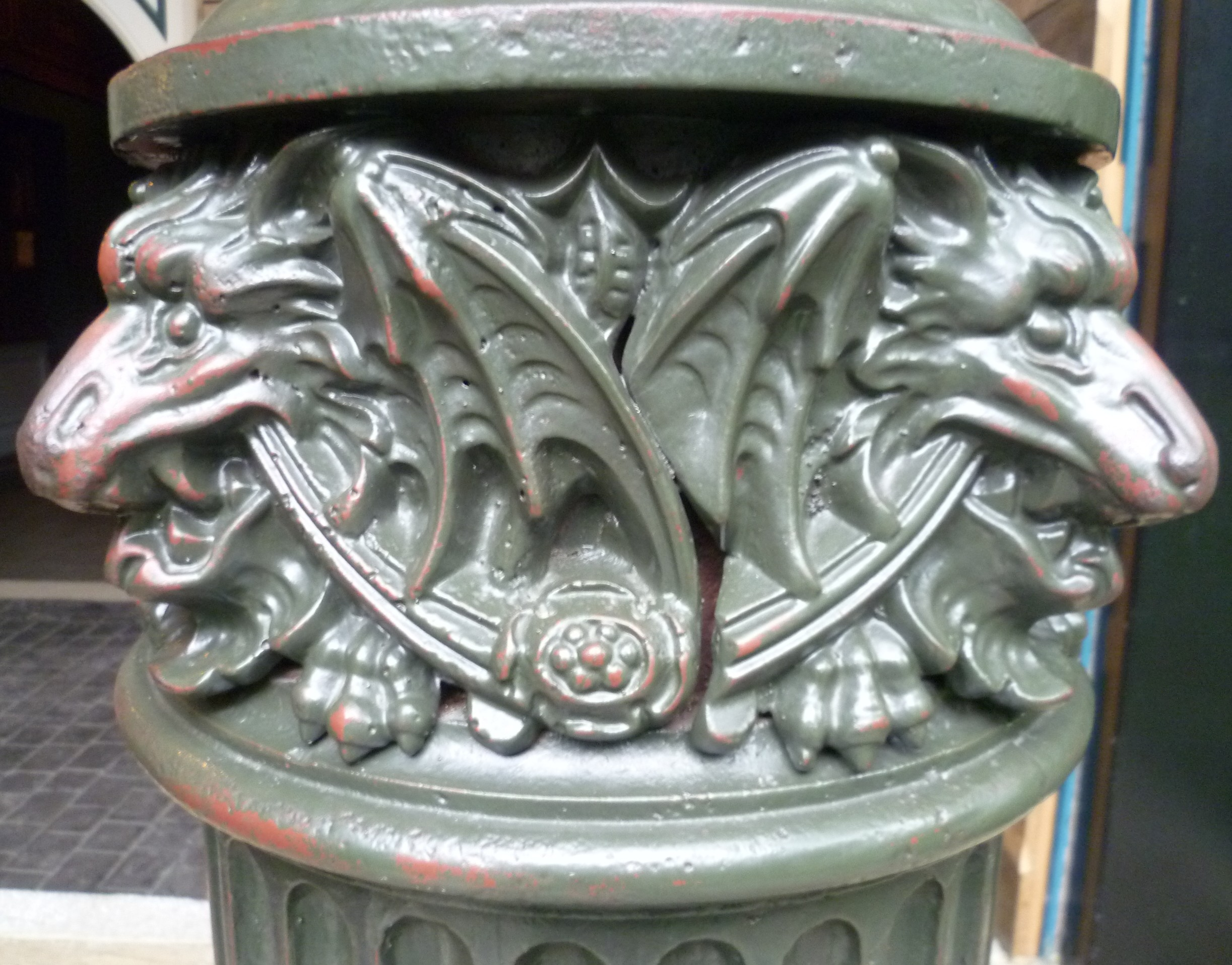
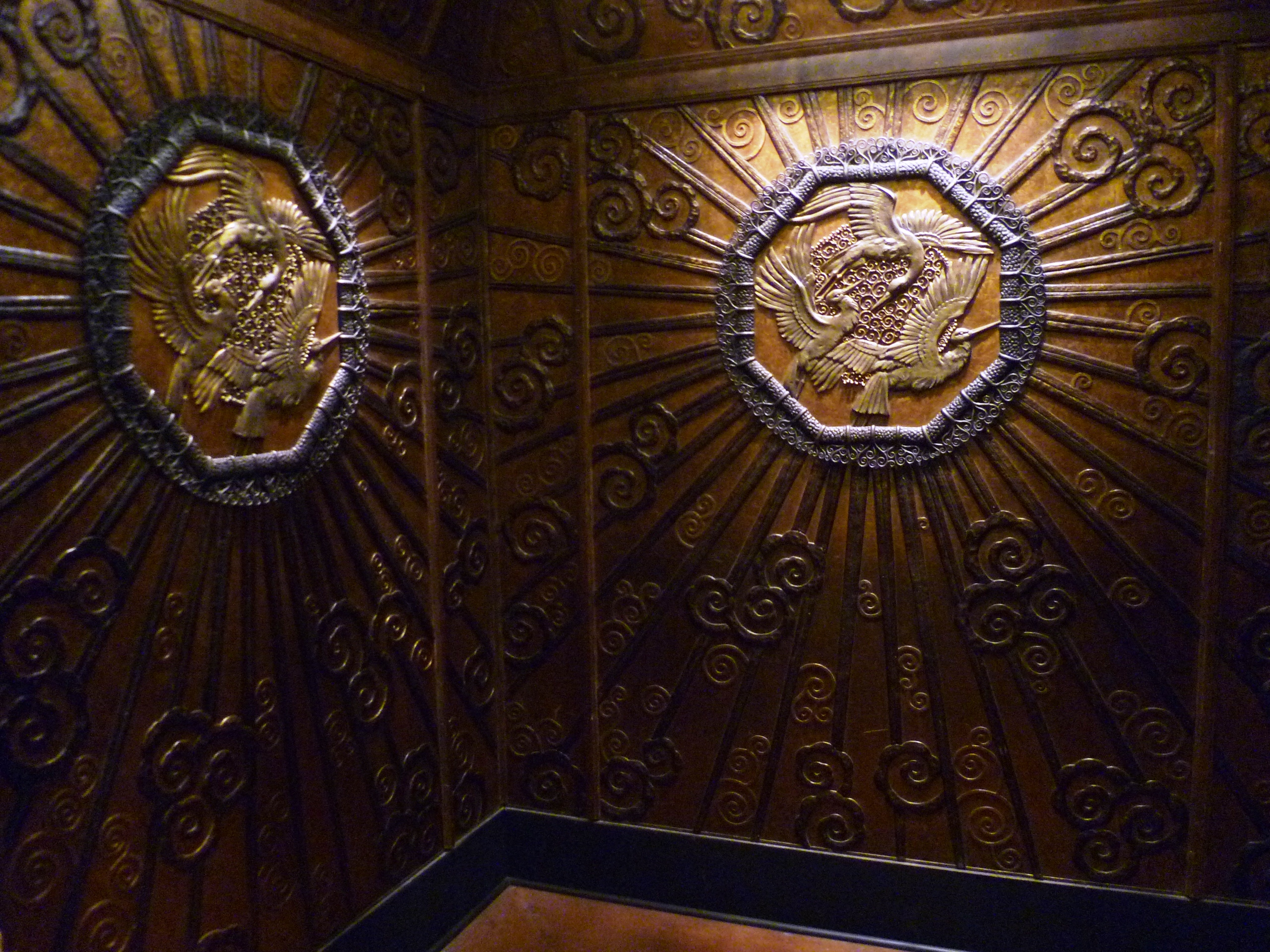